# Cucharadita
Una cucharadita es una medida común de cocina para el volumen de un ingrediente que aproximadamente cabe en la pequeña cuchara para el café. Es una unidad aproximada, pues tiene interpretación variada. Medidas en mililitros son preferidas para resolver toda ambigüedad.
En recetas se abrevia la medida como cdta.

## Cucharadita métrica

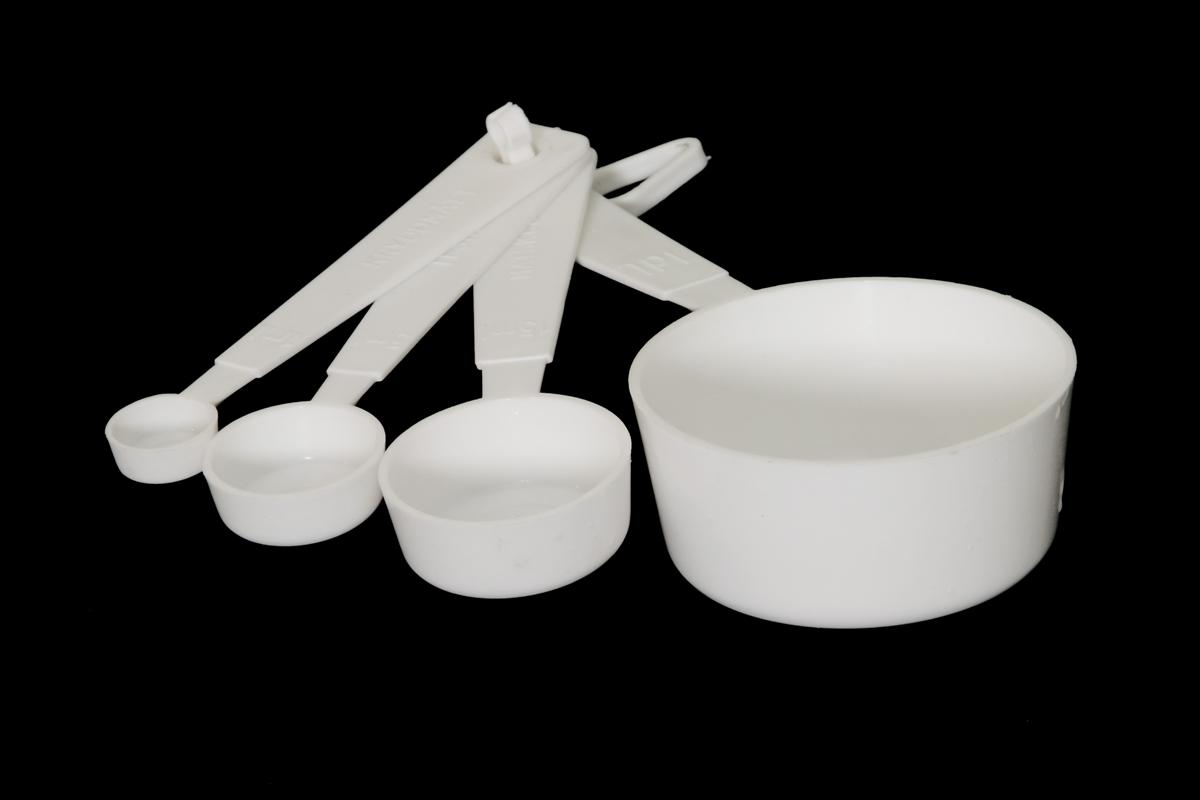
Cucharas medidoras: Medidas de decilitro, cucharada, cucharadita y mililitro.

Es el estándar internacional del sistema métrico:
- La cucharadita métrica es exactamente 5  ml o cm³

Es comúnmente usada en recetas europeas.
1 cucharadita equivale aproximadamente a 0,175975 onzas líquidas imperiales.

## Cucharadita imperial
La cucharadita imperial (teaspoon) no ha sido estandarizada, y puede tradicionalmente significar:
- En el Reino Unido: aproximadamente 5,92 ml
- En Canadá: 1⁄6 onza líquida imperial, o aproximadamente 4,74 ml
- Si fuere entendido como la cucharadita métrica: 5 ml.

En todo caso, es igual a 1⁄3 cucharada del mismo sistema.

## Cucharadita estadounidense
Una cucharadita estadounidense (teaspoon) equivale exactamente a:
- 1⁄3 cucharadas estadounidenses (tablespoon)
- 1⁄6 onzas líquidas estadounidenses

Eso equivale aproximadamente a:
- 0,3008 pulgadas cúbicas
- 4,929 ml o cm³

En los Estados Unidos se ha legislado el uso de la cucharadita métrica para medidas oficiales, como en el área de nutrición. La diferencia entre las dos medidas es casi 1,5%.